# Anton Ludovico Antinori

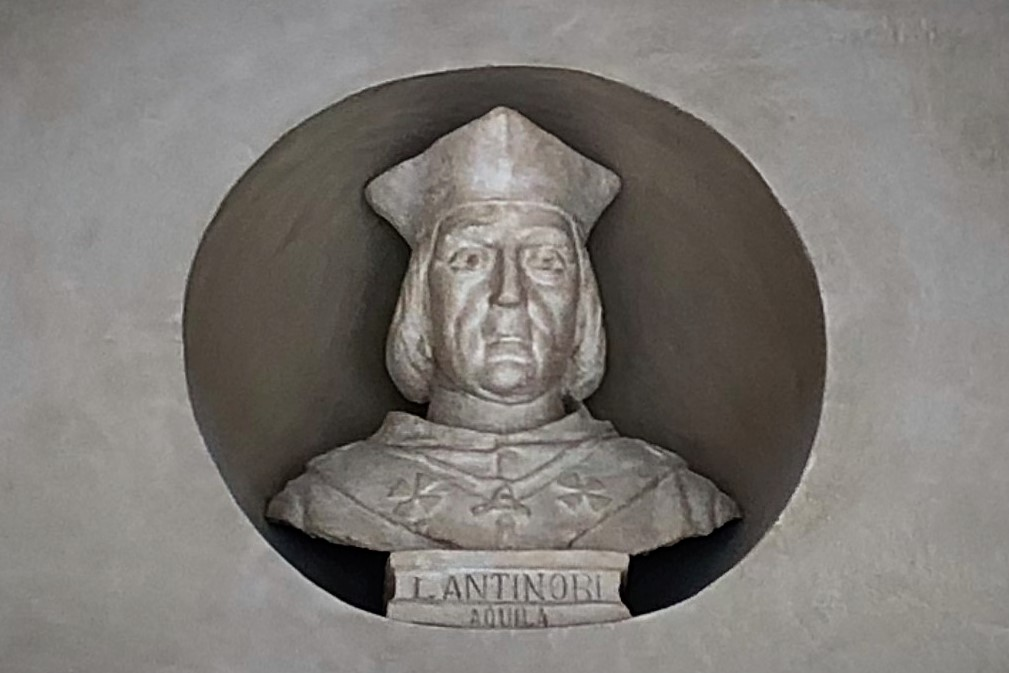
Büste Antinoris in der Kolonnade des Palazzo dell’Emiciclo (Emiciclo), L’Aquila

Anton Ludovico Antinori (* 26. August 1704 in L’Aquila; † 1. März 1778 ebenda) war ein italienischer katholischer Erzbischof, Geschichtsforscher und Epigraphiker. Er beschäftigte sich vornehmlich mit der Geschichte seiner Heimatstadt und der Abruzzen.

## Leben
Anton Ludovico Antinori stammte aus einer vornehmen Familie und war ein Sohn des Bolognesen Giacinto Antinori und der Neapolitanerin Flavia Villacci. Seine erste Bildung erhielt er unter der Leitung von Niccolò Guacci und wurde 1715 nach Neapel geschickt, wo er Schüler des italienischen Gelehrten und Geistlichen Celestino Galiani war. Nachdem er theologische, historische und archäologische Studien absolviert hatte, kehrte er 1725 in seine Heimat zurück und interessierte sich intensiv für die Erforschung von historischen Denkmälern, insbesondere jenen der heimatlichen Abruzzen. Bald machte er sich einen Namen als Historiker und Epigraphiker. So steuerte er etwa zahlreiche Artikel über bisher unbekannte griechische und lateinische Inschriften und antike Ruinen der Abruzzen zum Novus Antiquarum Inscriptionum Thesaurus seines Freundes Lodovico Antonio Muratori bei. Großes Lob wird ihm im sechsten Band von Muratoris Antiquitates Italicae Medii Aevi gespendet, für welches Buch er mehrere gereimte Chroniken über die Abruzzen aus dem 13. Jahrhundert mit Vorreden und Anmerkungen lieferte.
1739 trat er der Gemeinschaft der Oratorianer bei und wurde zum Priester geweiht. Durch seine Aufenthalte in Rom erlangte Antinori die Gunst des Papstes Benedikt XIV., so dass dieser ihm die Leitung einer in Bologna neu zu errichtenden Bibliothek anbot; aufgrund seiner schlechten Gesundheit schlug Antinori aber diesen Posten aus. 1745 wurde er zum Erzbischof von Lanciano ernannt, welche Funktion er neun Jahre lang bekleidete, woraufhin er 1754 Erzbischof von Acerenza und Matera wurde.
1757 legte Antinori seine Ämter nieder und zog sich ins Privatleben zurück. Er erhielt eine Pension von 500 Dukaten sowie einige Pfründen und beschäftigte sich wieder mit seinem früheren Interessensgebiet, der Sammlung von Dokumenten zur Geschichte der Abruzzen. Für die von ihm geplante Publikation dieses Stoffes fand er aber keine Zeit mehr und starb 1778 im Alter von 73 Jahren an einem Schlaganfall in seiner Heimatstadt. Nach seinem Tod kündigte sein Bruder Gennaro an, diese Materialien zu veröffentlichen. 1781 erschien davon ein erster Band in Neapel unter dem Titel Raccolta di memorie istoriche delle tre provincie degli Abruzzi. Insgesamt kamen bis 1783 vier Bände heraus, womit nur ein kleinerer Teil des Gesamtbestandes der hinterlassenen Manuskripte publiziert war; auch erschweren der Mangel an Plan und Ordnung den Gebrauch des reichhaltigen Werks. 1887 gingen die Manuskripte in den Besitz der Biblioteca Tommasiana in L’Aquila über und wurden von Enrico Casti in 51 Bänden katalogisiert.

## Schriften aus dem Nachlass (Auswahl)
- Raccolta di memorie istoriche delle tre provincie degli Abruzzi. 4 Bände, Campo, Neapel 1781–1783.
- Cronache aquilane, 1783.
- Antichità storico-critiche sacre, e profane esaminate nella regione de’Frentani. Neapel 1790.
- Vita della beata Cristina già nel secolo Mattia de’ Ciccarelli di Lucoli religiosa agostiniana nel monistero di S. Lucia in Aquila. Tip. Rietelliana, L’Aquila 1822.
- Del carteggio inedito tra Ludovico Antonio Antinori e Giovanni Cristofano Amaduzzi, hrsg. von A. Cappelli. Tip. Perfilia, L’Aquila 1904.
- Corografia storica degli Abruzzi, hrsg. von Vincenzo De Bartholomaeis. In: Bollettino della deputazione di storia patria per gli Abruzzi. Deputazione abruzzese di storia patria, L’Aquila 1913–1932.
- Il regesto e la storia del monastero di S. Basilio in Aquila compilati dall’Antinori, hrsg. von U. Speranza. Vecchioni, L’Aquila 1935.
- Cinque lettere di A. L. Antinori e la Madonna del Ponte di Lanciano, hrsg. von C. Marcian. Tip. Marchionne, Lanciano 1957.
- Annali degli Abruzzi, 36 Bände, Forni, Sala Bolognese 1971–1973.
- Lettere inedite a Ludovico Antonio Muratori, hrsg. von F. Di Gregorio. Bastida, L’Aquila 1973.
- Regesto Antinoriano, hrsg. von S. Piacentino. Deputazione abruzzese di storia patria, L’Aquila 1977.
- Il libro di memorie di A.L. Antinori nella biblioteca diocesana di Lanciano (secoli XI–XVIII), hrsg. von M. Scioli, 2 Bände, Colacchi, L’Aquila 1995–1996.
- Carteggio familiare (1745–1777), hrsg. von G. Morelli, Colacchi, L’Aquila 1996.